# 桐山街道 (福鼎市)
桐山街道，是中华人民共和国福建省宁德市福鼎市下辖的一个乡镇级行政单位。

## 行政区划
桐山街道下辖以下地区：
溪西社区、小路社区、桐北社区、十字社区、福全社区、桐南社区、镇西村、桥头村、岭头村、菇岭村和岔门村。